# Nerax macrolabis
Nerax macrolabis là một loài ruồi trong họ Asilidae. Nerax macrolabis được Wiedemann miêu tả năm 1828. Loài này phân bố ở vùng Tân Bắc giới.